# Heriberto Padilla
José Heriberto Padilla Mendoza (10 de octubre de 1970, Guadalajara, Jalisco, México) es un futbolista mexicano retirado que jugaba en la posición de defensa. Participó en la Copa Mundial de Fútbol Sub-16 de 1987 con la selección juvenil de México.
Se inició en las infantiles del Guadalajara a los 10 años de edad, llegando al equipo de  Primera División en la temporada 1988-89.
Jugó en la Segunda División "A" con el  Club Deportivo Tapatío desde 1987. Fue incorporado al primer equipo para la temporada 1988-89 por Alberto Guerra, siendo Ricardo La Volpe quien lo regresa al cuadro de reservas para la siguiente temporada.
Después de su retiro se ha dedicado a dirigir equipos de fuerzas básicas del Club Deportivo Guadalajara. Empezaría en 2003 entrenando equipos de quinta y sexta división del Guadalajara.
En 2008 fue auxiliar técnico de José de Jesús Rodríguez Valenzuela, en el equipo del Guadalajara que quedó campeón de Segunda División. Después se haría cargo del equipo de la Tercera División.